# Angela Alupei
Angela Alupei, née Tamaș, est une rameuse roumaine née le 1er mai 1972 à Bacău.

## Biographie
Angela Alupei participe à l'épreuve de quatre de couple aux Jeux olympiques d'été de 1996 à Atlanta et se classe dixième. Lors des Jeux olympiques d'été de 2000 à Sydney, elle concourt dans l'épreuve de deux de couple poids légers en compagnie de Constanța Burcică, et remporte la médaille d'or. Engagée dans la même épreuve en Jeux olympiques d'été de 2004 à Athènes, elle est à nouveau sacrée championne olympique avec Burcică.